# Kirti
Kirti is de naam van enkele Tibetaans boeddhistische kloosters. Het oorspronkelijke klooster werd gebouwd in Gyalrang en werd gesticht door Kirti Rinpoche.
Anno jaren '00 staan de belangrijkste twee Kirtikloosters in Taktsang Lhamo en Ngawa in Sichuan. Taktsang Lhamo werd tijdens de Invasie van Tibet (1950-51) verwoest en is eind 20e eeuw weer herbouwd. In 1990 richtte Kirti Rinpoche een Kirtiklooster op in Dharamsala, India.
Er zijn rond 30 à 40 kleinere kloosters in Amdo aan het klooster van Kirti verbonden. Een school die aan het klooster was verbonden, werd in 1998 door de Chinese autoriteiten gesloten.